# Jacqueline Auriol
Jacqueline Auriol född Jacqueline Marie-Thérèse Suzanne Douet 5 november 1917 i Challans Vendée död 11 februari 2000, var en fransk flygare med ett flertal flygrekord. Hon var under en period gift med politikern Paul Auriol.
Efter att hon avslutat sina studier vid universitetet i Nantes fortsatte hon med konststudier vid École du Louvre i Paris. När hon var 30 år gammal blev hon intresserad av flyg. Hon utbildade sig först till privatflygare 1947. Efter vidareutbildning 1948 började hon stuntflyga vid olika uppvisningar och flygtävlingar. Hon skadades allvarligt i ett flyghaveri, när hon som passagerare var med i ett amfibieflygplan som havererade i floden Seine. Hon genomgick 22 operationer för att hennes ansikte skulle kunna återskapas. Mellan de två sista operationerna i USA passade hon på att avlägga ett helikoptercertifikat vid Bell Aircraft i New York. Efter sjukhusvistelsen tog hon åter upp flygningen med flygplan och 1950 avlade hon examen som militärpilot. Efter flygstudier vid Brétigny examinerades hon som världens första kvinnliga testflygare.
1951 inledde hon flygning med jetflygplan och i en de Havilland Vampire slog hon Jacqueline Cochrans gällande hastighetsrekord med jetflygplan och hon var bland de första piloterna att spränga ljudvallen 1953. Hon tilldelades utmärkelsen Légion d'Honneur samt Harmontrofén 1951, 1952, 1955 och 1956. Hon höll världsrekordet i hastighetsflygning för kvinnor fem gånger mellan 1951 och 1964. Hon var även en av de första piloterna som flög den fransk-brittiska Concorde.
Efter att hon slutat vid flygtestanstalten i Brétigny anställdes hon av Ministère de la Cooperation där hon arbetade med utveckling inom jordbruket. Hon tilldelades senare en medalj för sitt arbete från FN-organet UNFAO